# Melissa Manchester
Melissa Manchester (New York City, 1951. február 15. –) amerikai énekesnő, dalszerző, színésznő. Legnagyobb sikereit a hetvenes-nyolcvanas években érte el.

## Élete
New York Bronx nevű negyedében született. Apja fagotton játszott a Metropolitan Operában, míg anyja divattervező volt. Zsidó származásúak. Gyerekkorában énekelni tanult. A Manhattan School of Music iskolában tanult zongorázni. 15 éves korában különféle reklámok dalait énekelte, 17 éves korában pedig a Chappell Music írója lett. 19 éves korában kezdett tanulni a New York Egyetemen Paul Simonnal együtt. Manchester manhattani klubokban játszott, ekkoriban ismerkedett össze Barry Manilow-val, aki bemutatta őt Bette Midlernek. Manchester 1971-ben a Harlettes tagja lett.
Az 1972-es National Lampoon Radio Dinner albumon Yoko Ono-ként beszélt a „Magical Misery Tour” című számban, a Deteriorata című dalban pedig énekelt.
Első nagylemeze 1973-ban jelent meg, két évvel később megjelent „Melissa” című albumáról a Midnight Blue című dal nagy sláger lett. A dal 1975. augusztus 9.-én a hatodik helyet szerezte meg a Billboard Hot 100 listán.
A zene mellett filmekben és televíziós sorozatokban is játszik.

## Diszkográfia
- 1973: Home to Myself
- 1974: Bright Eyes
- 1975: Melissa
- 1976: Better Days and Happy Endings
- 1976: Help Is on the Way
- 1977: Singin'...
- 1978: Don't Cry Out Loud
- 1979: Melissa Manchester
- 1980: For the Working Girl
- 1982: Hey Ricky
- 1983: Emergency
- 1985: Mathematics
- 1989: Tribute
- 1995: If My Heart Had Wings
- 1997: Joy
- 1998: The Colors of Christmas
- 1998: I Sent a Letter to My Love
- 2004: When I Look Down That Road
- 2015: You Gotta Love the Life
- 2017: The Fellas
- 2021: M Re:View-Just You And I